# Regione di Navoiy
La regione di Navoiy (in uzbeco Навоий вилояти?, Navoiy viloyati) è una regione (viloyat) dell'Uzbekistan, situata nel nord-ovest del paese, ai confini con il Kazakistan.

## Geografia antropica

### Suddivisioni amministrative
La regione è suddivisa in 8 distretti (tuman).

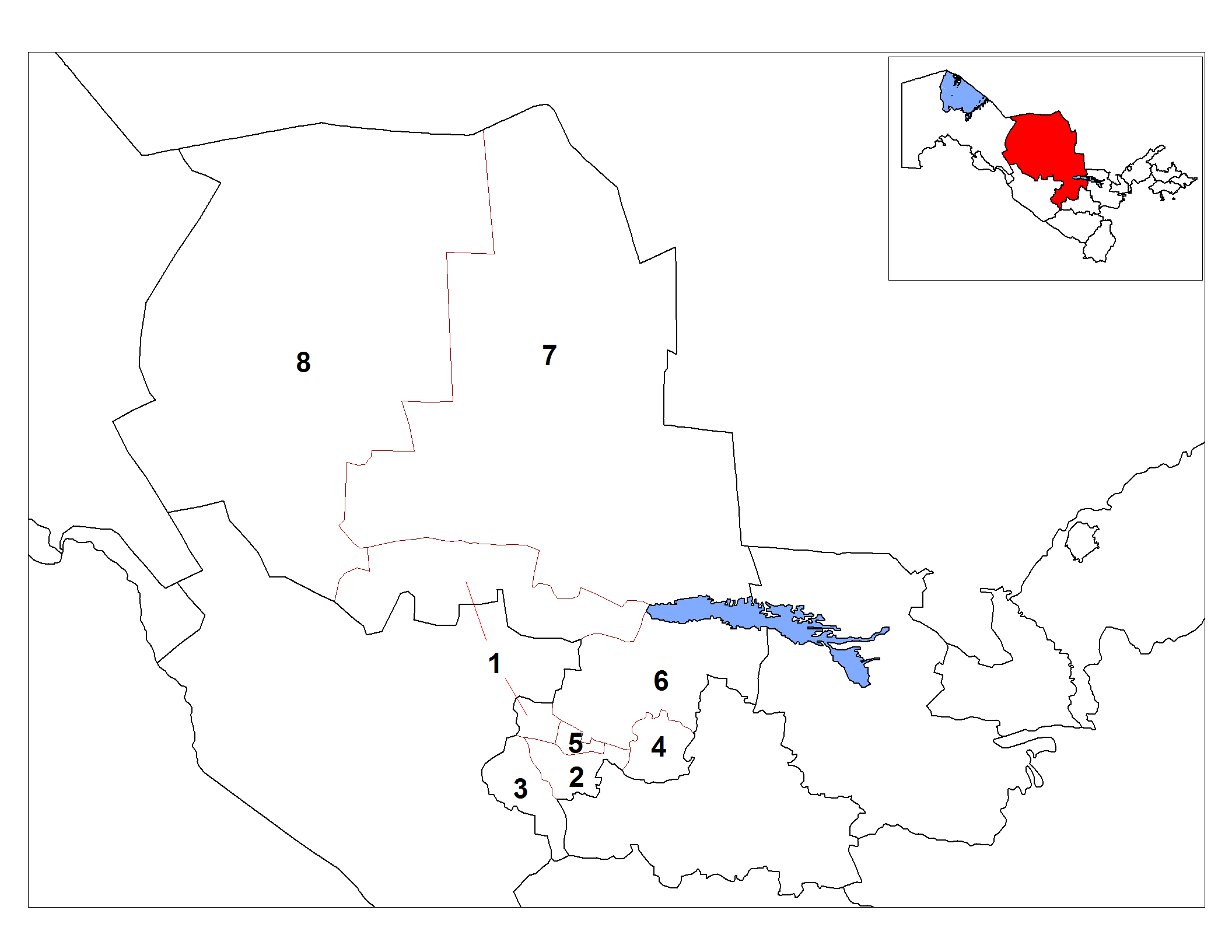
I distretti della regione di Navoiy

| # | Nome del distretto     | Capoluogo  |
| - | ---------------------- | ---------- |
| 1 | Distretto di Konimekh  | Konimekh   |
| 2 | Distretto di Karmana   | Navoiy     |
| 3 | Distretto di Qiziltepa | Qiziltepa  |
| 4 | Distretto di Khatirchi | Yangirabod |
| 5 | Distretto di Navbakhor | Beshrabot  |
| 6 | Distretto di Nurota    | Nurota     |
| 7 | Distretto di Tomdi     | Tomdibuloq |
| 8 | Distretto di Uchquduq  | Uchquduq   |